# Loharu津田沼
Loharu津田沼（ロハルつだぬま）は、千葉県習志野市にある複合商業施設。津田沼駅南口に立地する地上5階・地下1階の建築物である。

## 概要
1998年10月に「The Block（ザ・ブロック）」として開業。道路を挟んで反対側にはモリシア津田沼（旧・習志野サンペデック）が立地している。開業当初からの主なテナントは、ユザワヤ津田沼店、丸善津田沼店、駿台中学部・高校部・個別教育センター津田沼校など。
ユザワヤは過去に、地下1階から地上4階まで展開していた。
建物は長らく東洋エンジニアリングの所有だったが、2015年にゴールドマン・サックスに売却された上、大規模な改装を経て2017年12月1日に現在の「Loharu津田沼」に改称した。なお、この改装によりユザワヤの「ひつじ時計」が撤去された。

## テナント
- 主なテナントは、ユザワヤ、丸善、シャトレーゼ、ヤマダ電機（2025年4月11日開店）
- 詳細は公式サイト「ショップガイド」を参照。

### 過去の主なテナント
- カズン
- 東京靴流通センター
- ダイソー